# Колокольчик Томазини
Колоко́льчик Томази́ни (лат. Campanula tommasiniana) — вид двудольных растений рода Колокольчик (Campanula) семейства Колокольчиковые (Campanulaceae). Впервые описан немецким ботаником Карлом Г. Э. Кохом в 1854 году.

## Распространение и среда обитания
Эндемик Истрии (северо-запад Хорватии). В Хорватии вид узкоареально встречается в горном массиве Учка, общая площадь его популяции составляет около 6,5 км². Отдельные источники сообщают о произрастании вида на территории итальянской административной области Фриули — Венеция-Джулия, что ставит под сомнение данные об эндемичности колокольчика Томазини для Хорватии.
Произрастает в расщелинах известковых скал на высотах до 1390 м.

## Ботаническое описание
Гемикритофит или хамефит.
Растущее плотной группой многолетнее растение высотой до 10 см.
Стебель прямостоячий, олиственный.
Цветки светло-голубого цвета, узкоколокольчатые, поникающие.

## Природоохранная ситуация
Является строго охраняемым растением, сбор которого в Хорватии запрещён.